# Unidades voluntárias armênias
As unidades voluntárias armênias (em armênio/arménio:  Հայ կամավորական ջոկատներ Hay kamavorakan jokatner) foram tropas compostas por armênios dentro do exército imperial russo durante a Primeira Guerra Mundial. Elas participaram de operações militares localizadas no Oriente Médio durante esse conflito.

## Contexto

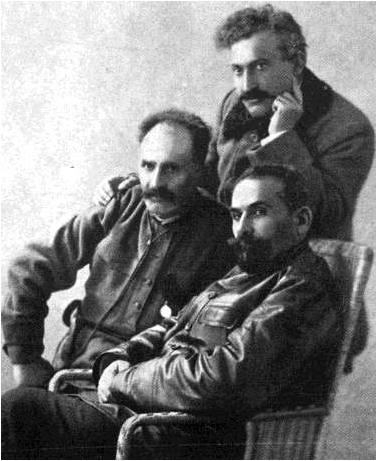
Keri, líder do 4º batalhão, Hamazasp, do 3º batalhão, Vartan do Regimento de Ararat

Em Agosto de 1914, em sequência à declaracao de guerra da Alemanha contra a Rússia, o conde Illarion Vorontsov-Dashkov, vice-rei russo do Cáucaso, aproximou-se de líderes armênios na cidade georgiana de Tiblíssi, como seu prefeito Alexander Khatisian,  o patriarca Mesrop Ter-Movsisian e a proeminente liderança cívica Hakob Zavriev, com o objetivo de formar uma unidade de combate dentro do exército imperial russo composta por súditos armênios. Embora estes já fossem convocados para lutarem na Frente Oriental, Vorontsov-Dashkov ofereceu armas e suprimentos para abastecer 4 divisões novas, antecipando enfrentar também o Império Otomano (que, de fato, entraria na guerra em Outubro daquele ano). Sua proposta foi bem acolhida e dentro de algumas semanas voluntários armênios espalhados pelo Cáucaso começaram a se alistar. A responsabilidade pela organização das unidades foi conferida à um comitê especial criado pelo Congresso Armênio dos Armênios Orientais, que coordenou as atividades bélicas a partir de Tiblíssi, Erevã e Alexandrópolis.
Motivava em particular os voluntários a "libertação de sua terra natal", então sob jugo político otomano, de maneira que cerca de 20.000 homens se apresentaram inicialmente para lutar contra os turcos em ações conjuntas com o Exército Russo do Cáucaso. O número de voluntários aumentou significativamente durante a guerra como desdobramento do Genocídio Armênio. De acordo com Boghos Nubar numa carta enviada à Conferência de Paris em 1919, estima-se que nesta data 150.000 voluntários armênios integravam o Exército Russo e outros 40.000 compunham guerrilhas armênias.

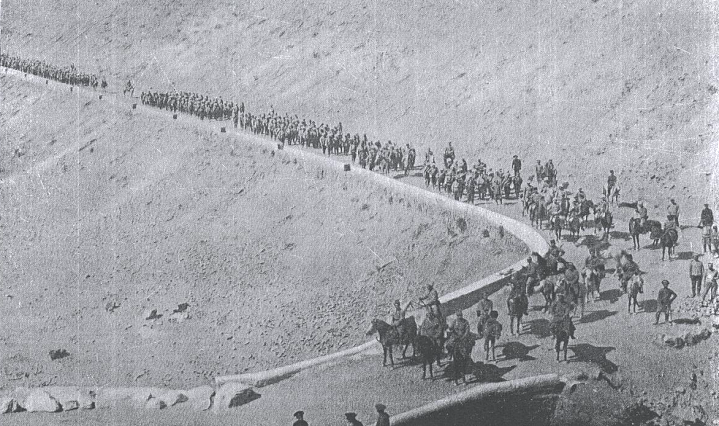
1º batalhão armênio
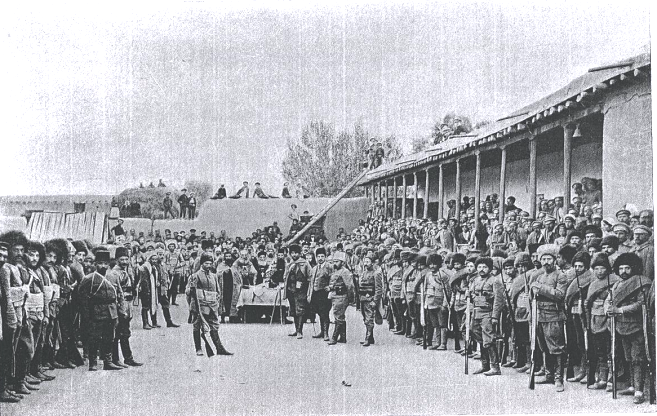
2º batalhão armênio
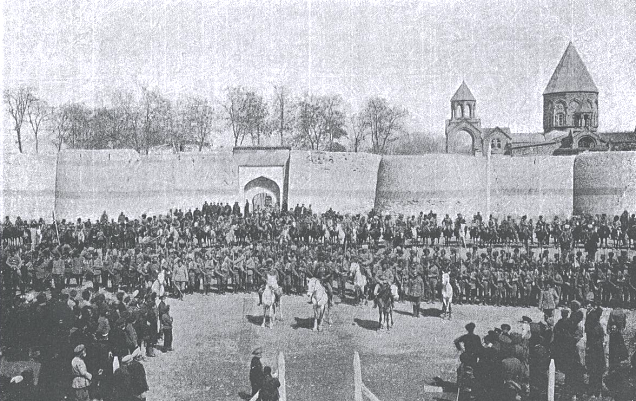
3º batalhão armênio
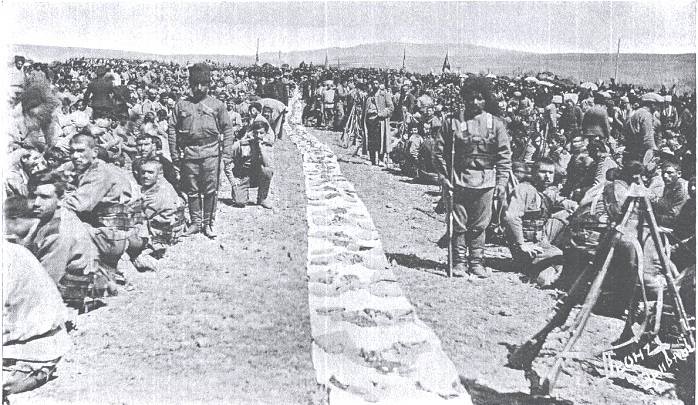
4º batalhão armênio

## Ordem de batalha de 1914

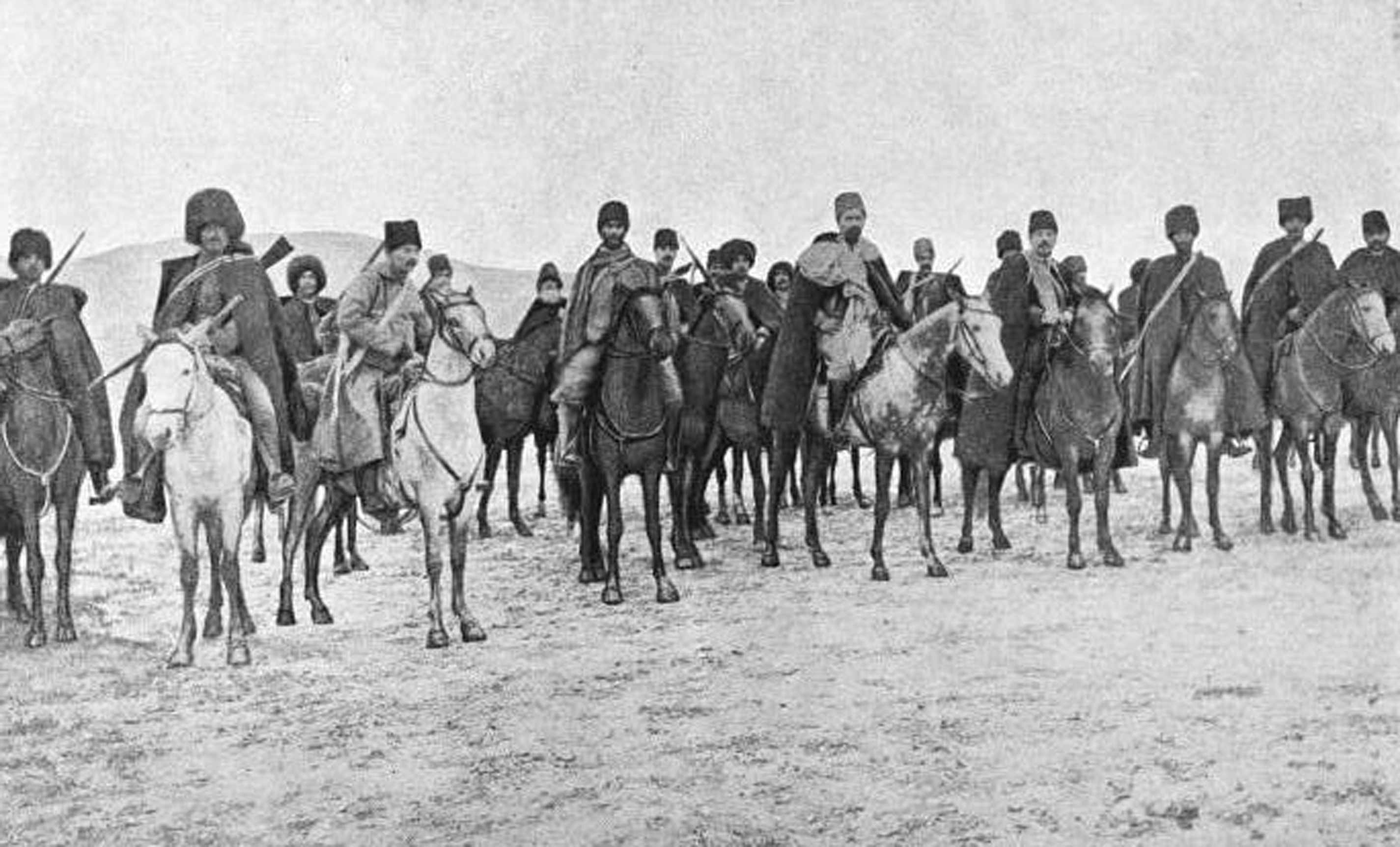
Lideranças das brigadas armênias voluntárias em 1914; Khetcho, Dro e Armen Garo

As unidades foram lideradas pelo comandante Andranik Ozanian, subordinadas ao Vice-rei Illarion Vorontsov-Dashkov. Sua composição consistia nas seguintes unidades:
- - 1º batalhão (Andranik Ozanian)
  - 2º batalhão (Drastamat Kanayan e Armen Garo)
  - 3º batalhão (Hamazasp Srvandztyan nome de guerra Hamazasp)
  - 4º batalhão (Arshak Gafavian nome de guerra Keri)
  - Regimento de Ararat (Sargis Mehrabyan nome de guerra Vartan)

O grupo de Andranik foi designado para a Campanha Persa em atuação coordenada com as forças do general Tovmas Nazarbekian. O segundo, terceiro e quarto batalhões participaram da Campanha do Cáucaso. Drastamat Kanayan e Armen Garo conduziram suas tropas para ofensivas em torno do Lago de Vã, enquanto Hamazasp e Keri protegeram posições na região de Carse. Suas atuações foram um obstáculo para manobras planejadas pelo Ministro da Guerra otomano İsmail Enver, cuja intenção era avançar simultaneamente de três alas do Terceiro Exército Otomano para barrar os russos nesta região. A décima divisão do exército otomano, durante sua marcha de Oltu até Sarecamixe, sofreu um atraso de 24 horas no passo de Barduz devido à resistência do "4º batalhão de voluntários armênios". Isso permitiu o exército russo concentrar forças em torno de Sarecamixe, resultando na grave derrota do Terceiro Exercito Otomano na Batalha de Sarecamixe.

## Ordem de batalha de 1915
Durante o cerco de Vã haviam em torno de 20.000 voluntários armênios atuando no exército russo. Apesar de tropas russas e armênias entrarem na cidade em 16 de Maio de 1915, combates continuaram no entorno do lago e, como consequência, estima-se que em 15 de Outubro quinhentos soldados armênios haviam perecido e mais de mil deles foram feridos ou desapareceram.

## Ordem de batalha de 1916
Contingentes de voluntários, dirigidos por lideranças armênias, foram integrados dentro de batalhões de fuzileiros pelo exército russo. Ainda neste ano, mais de mil reservistas armênios abandonaram a seção de exército russo dedicada à Frente Oriental e se uniram às guerrilhas.

## Ordem de batalha de 1917
A Campanha russa no Cáucaso entrou em colapso com a queda do regime czarista e o desmantelamento do exército imperial. Em 1917 o Congresso Armênio dos Armênios Orientais buscou reunir os soldados e oficiais armênios remanescentes, espalhados por áreas de ocupação russa, para mobilizá-los de maneira autônoma contra os otomanos, criando, com esse propósito, o Comitê Militar Armênio. Esses recrutas armênios e demais voluntários iriam compor a base das forças armadas da República Democrática da Armênia.